# Walter Ris
Walter Stephen "Wally" Ris, född 4 januari 1924 i Chicago, död 25 december 1989 i Mission Viejo, var en amerikansk simmare.
Ris blev olympisk mästare på 100 meter frisim vid sommarspelen 1948 i London.